# Mycetophila dollyae
Mycetophila dollyae är en tvåvingeart som beskrevs av Duret 1979. Mycetophila dollyae ingår i släktet Mycetophila och familjen svampmyggor. Inga underarter finns listade i Catalogue of Life.